# ロイ白川
ロイ白川（ロイしらかわ）は、日本のシンガーソングライター。他のアーティストへの楽曲提供も多い。
音楽プロデューサーでもあり、OFFICE EAGLE JAPAN（音楽事務所、芸能プロダクション）の代表を務める。とちぎテレビの年末特別番組『全日本オールスター紅白歌合戦』→『全日本プロアマ紅白歌合戦』のプロデュースに毎年携わり、自ら出演もしている。
全日本芸能協会の理事長を務め、新たな才能発掘のための『全日本オープン歌謡選手権』を定期的に開催している。また中国を中心として、定期的に海外公演も行って活躍中。

## 来歴
1963年（昭和38年）、18歳の時にNHK全国歌謡コンクールで北関東代表になる。電気会社に就職した後、シンガーソングライターとしての道を歩む。
水泳2種目（100m自由形、200ｍ自由形）で、2年連続国体出場の経験もある。

## 現在の出演番組
テレビ
- 『ロイ白川の心の演歌』 （とちぎテレビ・チバテレビ・テレ玉）

ラジオ
- 『ロイ白川の歌の風ぐるま』 （栃木放送）

## 主な作品

### 自身による歌唱
門下生である黒木美帆や大和しずかとのデュエット曲として、セルフカバーをする場合も多い。
（注記の無いものは「作詞・作曲：ロイ白川」）
ロイ・菅原
- 愛の海峡 （1987年、キング自主制作盤）　※作詞：内重のぼる／作曲：ロイ・菅原
  - 能取岬 （1987年、キング自主制作盤）　※作詞：内重のぼる／作曲：ロイ・菅原

ロイ白川
- 恋の街栃木 （1989年、064R-10072 / 091M-10072）　※作詞：ふくだかつじ／作曲：ロイ・菅原
  - 「水割り」さん （1989年、064R-10072 / 091M-10072）　※作詞・作曲：ロイ・菅原

- 恋の街栃木 （エリオン有限会社）　※作詞：ふくだかつじ／作曲：ロイ白川
  - 望郷会津線 （エリオン有限会社）

- 男の哀愁 （1991年、TEDA-17038）　※作詞：桜詩恵／作曲：荒尾三郎
  - 横浜みれん （1991年、TEDA-17038）　※作詞：ふかまちじゅん／作曲：賀川幸星

- 酒場の風ぐるま （1991年、CEDC-10092）　※作詞：千葉幸雄／作曲：聖川湧
  - 冬酒場 （1991年、CEDC-10092）　※作詞：千葉幸雄／作曲：聖川湧

- 夢物語 （2014年、AFMD-1199）
  - 冬子 （2014年、AFMD-1199）

その他に、花木の宿、流れ星、流氷の天使 など
黒木美帆&ロイ白川
- 雨のしのび逢い[a]
- 千歳の白い風[b]
- ミナトヨコハマ[c]
- サヨナラはいわないで （2003年、VPDA-20931）
  - ラブ・ロード （2003年、VPDA-20931）

- 愛の物語^[カバー]
- 愛の星 （2017年、AFMD-1238）
  - 女の夢 （2017年、AFMD-1238）

- 巴波川

大和しずか&ロイ白川
- 京都物語[d]

### 楽曲提供
池田進とグリーンアイズ
- 夜の蝶 （2002年、VPDA-20896）^[カバー]
  - 愛の園 （2002年、VPDA-20896）

押久保悦子
- 母のみち （1990年、KISD-3）　※作詞：おおいし進也／作曲：ロイ・菅原
  - おんな…そしてめぐり逢い （1990年、KISD-3）　※作詞：押久保悦子／作曲：ロイ・菅原

鏡五郎
- 夢あかり（2007年、KICM-30110）
- 竜になれ（2011年、KICM-30370）　※作詞：鈴木信子

黒木美帆
- 千歳の白い風 （1999年、VPDA-20817）^[b]
  - あじさいの花 （1999年、VPDA-20817）

ジョージ吹雪
- いかないで

棚橋静雄&黒木美帆
- 上海物語 （2011年、ER001115-38 「棚橋静雄と夢のアルバム part1 デュエット集」）

夏川アキ
- 苦労坂（1999年、VPDA-20816）　※作詞：尾島勝夫／作曲：ロイ白川
  - 愛の物語（1999年、VPDA-20816）[カバー]

藤葉子
- あじさいの径（2002年、VPDA-20882） 
  - つれてって（2002年、VPDA-20882） 

松平まり
- ミナトヨコハマ （2003年、VPDA-20924）^[c]
  - 真夜中過ぎて （2003年、VPDA-20924）　※作詞：佐藤友紀

大和しずか
- 京都物語 （1997年、VPDO-20700）^[d]
  - あまえ （1997年、VPDO-20700）

- 雨のしのび逢い （1998年、VPDO-20758 / VPSO-40758）^[a]
  - 夜の蝶 （1998年、VPDO-20758 / VPSO-40758）[カバー]